# Bergsjö
Bergsjö este un oraș în Suedia.

## Demografie
| \| Evoluția demografică a zonei urbane Bergsjö, 1970–2015 \| Evoluția demografică a zonei urbane Bergsjö, 1970–2015 \| Evoluția demografică a zonei urbane Bergsjö, 1970–2015 \| Evoluția demografică a zonei urbane Bergsjö, 1970–2015 \| Evoluția demografică a zonei urbane Bergsjö, 1970–2015 \| \| --------------------------------------------------------------------------------------- \| ------------------------------------------------------ \| ------------------------------------------------------ \| ------------------------------------------------------ \| ------------------------------------------------------ \| \| An \| \| \| Locuitori \| \| \| 1970 \| 1970 \| \| 1.143 \| 1.143 \| \| 1975 \| 1975 \| \| 1.383 \| 1.383 \| \| 1980 \| 1980 \| \| 1.470 \| 1.470 \| \| 1990 \| 1990 \| \| 1.479 \| 1.479 \| \| 1995 \| 1995 \| \| 1.396 \| 1.396 \| \| 2000 \| 2000 \| \| 1.291 \| 1.291 \| \| 2005 \| 2005 \| \| 1.243 \| 1.243 \| \| 2010 \| 2010 \| \| 1.266 \| 1.266 \| \| 2015 \| 2015 \| \| 1.292 \| 1.292 \| \| Sursa: SCB - Statistika Centralbyrån, Folkmängden per tätort. Vart femte år 1960 - 2016 \| \| \| \| \| |      |  |           |       |
| Evoluția demografică a zonei urbane Bergsjö, 1970–2015 |      |  |           |       |
| An |      |  | Locuitori |       |
| 1970 | 1970 |  | 1.143     | 1.143 |
| 1975 | 1975 |  | 1.383     | 1.383 |
| 1980 | 1980 |  | 1.470     | 1.470 |
| 1990 | 1990 |  | 1.479     | 1.479 |
| 1995 | 1995 |  | 1.396     | 1.396 |
| 2000 | 2000 |  | 1.291     | 1.291 |
| 2005 | 2005 |  | 1.243     | 1.243 |
| 2010 | 2010 |  | 1.266     | 1.266 |
| 2015 | 2015 |  | 1.292     | 1.292 |
| Sursa: SCB - Statistika Centralbyrån, Folkmängden per tätort. Vart femte år 1960 - 2016 |      |  |           |       |